# Крочифисо (Кјети)
Крочифисо (итал. Crocifisso) је насеље у Италији у округу Кјети, региону Абруцо.
Према процени из 2011. у насељу је живело 201 становника. Насеље се налази на надморској висини од 433 м.